# Risus sardonicus
Risus sardonicus é o nome que se dá a um sintoma do tétano, causado pelos espasmos dos músculos em volta da boca. Estes espasmos ocorrem em variadas zonas do corpo.